# Pagar Batu (Pulau Pinang)
Pagar Batu is een bestuurslaag in het regentschap Lahat van de provincie Zuid-Sumatra, Indonesië. Pagar Batu telt 548 inwoners (volkstelling 2010).